# Корсик, Александр Леонидович
Алекса́ндр Леони́дович Ко́рсик (23 июня 1956, г. Минск, СССР) — российский топ-менеджер, бывший президент и председатель правления ПАО «АНК „Башнефть“», входит в совет директоров ПАО «Транснефть».

## Биография
Александр Леонидович Корсик в 1979 году окончил с отличием Московское высшее техническое училище имени Н. Э. Баумана (МВТУ им. Баумана) и Дипломатическую академию при МИД СССР.
В период с 1979 по 1995 гг. работал в качестве государственного служащего в центральном аппарате Министерства иностранных дел и в посольстве СССР и России в Великобритании.
С 1995 по 1997 гг. — член совета директоров ОАО НК «КомиТЭК», заместитель гендиректора ЗАО «КомиТЭК-Москва»
С 1997 по 1999 гг. — ОАО «Сибнефть», начальник департамента стратегического развития. В 1999 г. становится первым вице-президентом ОАО «Сибнефть»; оставаясь на должности до 2005 г. руководил производственной деятельностью компании.
С 2006 г. — заместитель председателя правления инвестиционной группы «Ренессанс Капитал», в дальнейшем, в период с 2006 по 2007 является главой ГК «ИТЕРА» в должности президента. В ходе деятельности в ГК «ИТЕРА» создаёт новую команду профессиональных менеджеров, разрабатывает план проведения IPO.
2007 — 2009 гг. — ОАО НК «Русснефть», председатель совета директоров.
Начиная с 2009 г. является старшим вице президентом АФК «Система», в рамках которой руководит бизнес-единицой «ТЭК».
В апреле 2011 года становится президентом ОАО АНК «Башнефть».
В сентябре 2011 Александр Корсик занял 20-е место в рейтинге влияния крупных предпринимателей и топ-менеджеров топливно-энергетического комплекса России, подготовленного Агентством политических и экономических коммуникаций (АПЭК).
13 октября 2016 года сложил с себя обязанности президента и председателя правления  ПАО «АНК „Башнефть“» в связи с продажей ПАО «НК „Роснефть“». В мае 2023 года, из-за вторжения России на Украину, попал под санкции Великобритании.

## Семья
Жена Марина Корсик,сын Алексей,дочь Екатерина .

## Награды
- Благодарность Президента Российской Федерации (30 мая 2012 года) — за достигнутые трудовые успехи и многолетнюю добросовестную работу[10]